# Ошмянская синагога
Ошмянская синагога — еврейское сакральное сооружение в городе Ошмяны.

## История
Точное время постройки синагоги неизвестно. Во время Великой Отечественной войны в здание бывшей синагоги было гетто, в котором содержалось более 4000 узников. Во времена БССР в здании размещались продукты бытового обслуживания. В 2012 году здание было передано на баланс историко-краеведческому музею.
В 2018 году Белорусский комитет Международного совета по памятникам и историческим местам (ИКАМОС) и Ошмянский краеведческий музей имени Ф. К. Богушевича совместно реализовали концепцию «Разработка проекта реставрации бывшей Ошмянской синагоги», ориентированную на потребности местного сообщество.

## Архитектура
Синагога построена в стиле классицизма. Фасады украшают скромные лопатки и универсальный кирпичный карниз под крышей здания. Прямоугольный объем центрального помещения (ритуального зала) перекрыт трехъярусной четырехскатной крышей. Как и в других синагогах Беларуси, отражено воплощение стилизованного и переосмысленного образа жилья, ковчега. Через значительные размеры и конструкционные потребности крыша имеет ступенчатую строение (обусловлено двухъярусной строением стропильной системы). Такие крыши были широко известен в замках, дворцах, церквях и костелах.
Для синагоги характерный минимум декоративного и пластического отделки: пилястры, горизонтальные пояски и карнизы, арочные и полуарочные завершении проемов.
Ошмянская синагога хорошо сохранила свой первоначальный интерьер.

## Галерея

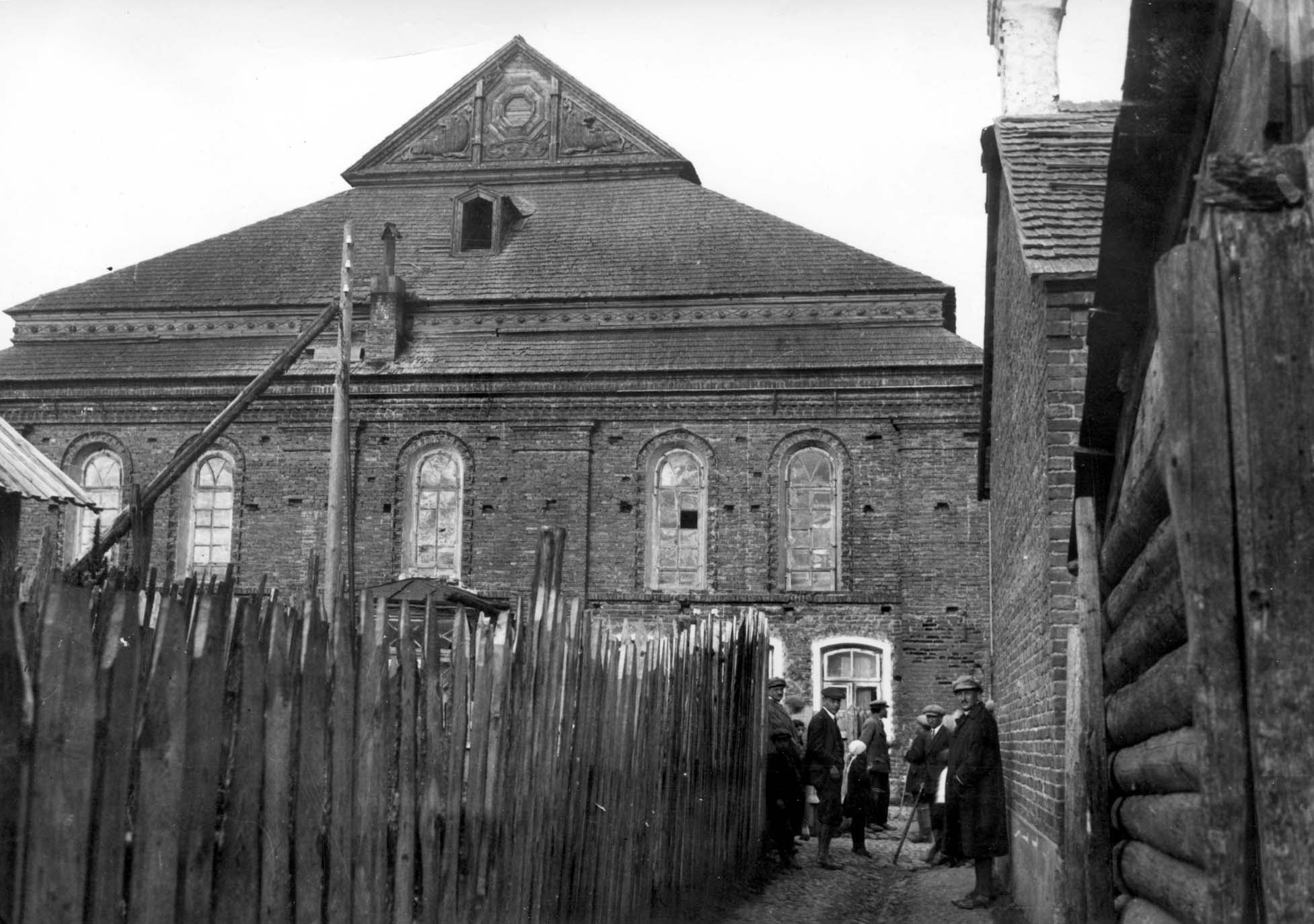
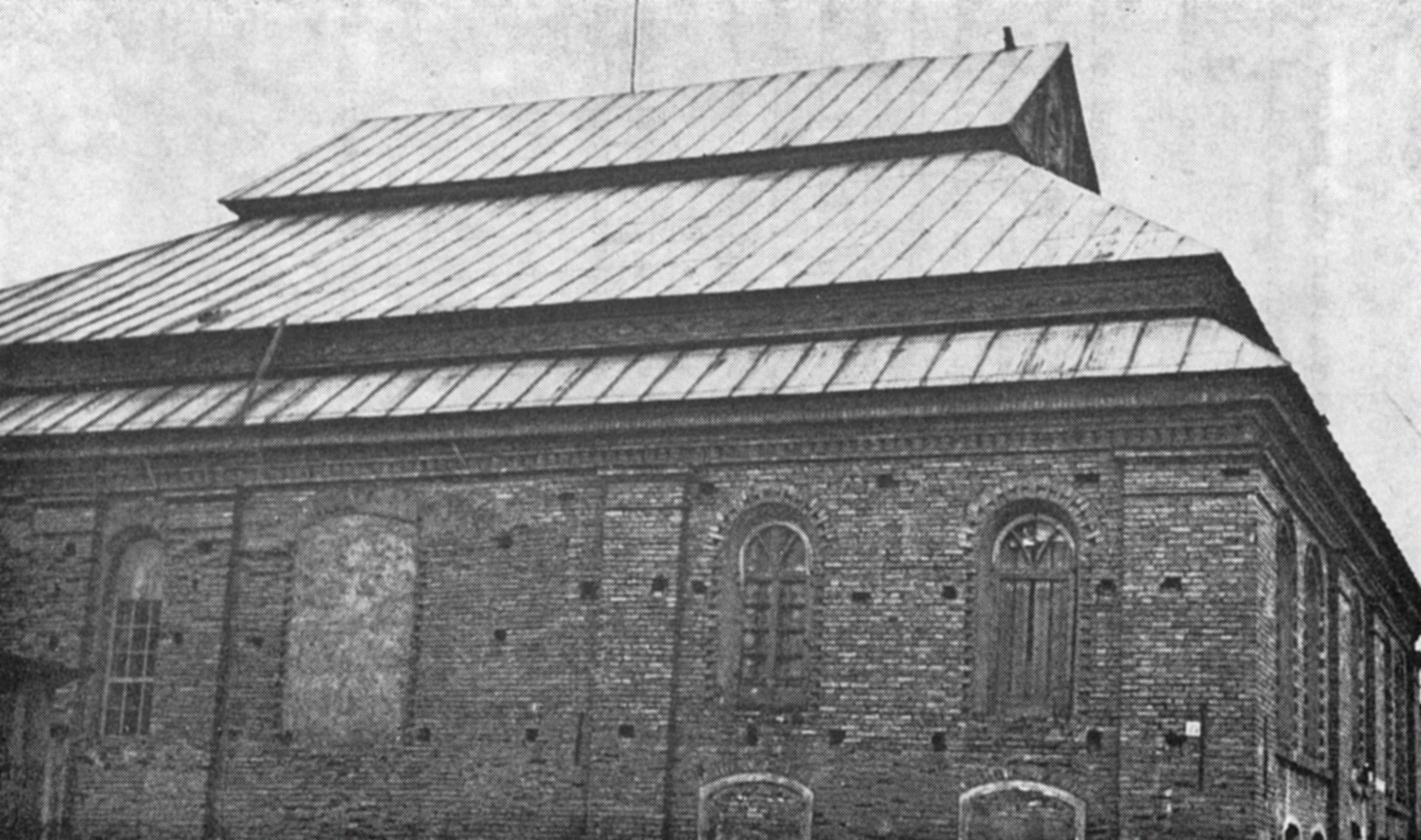
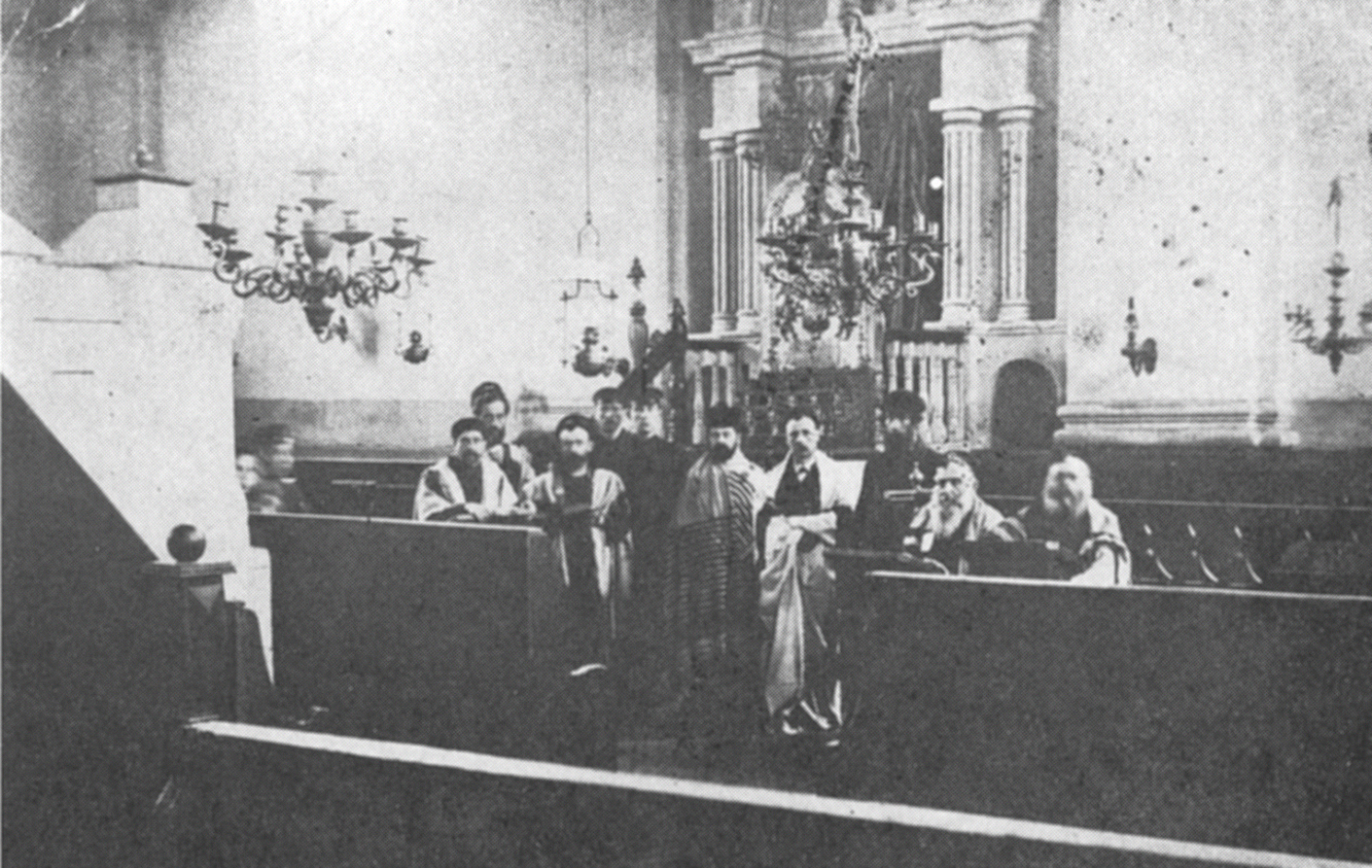
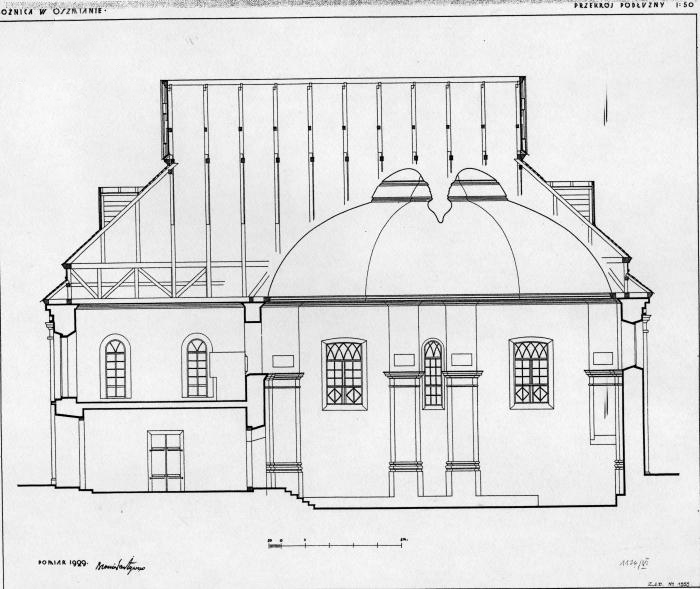
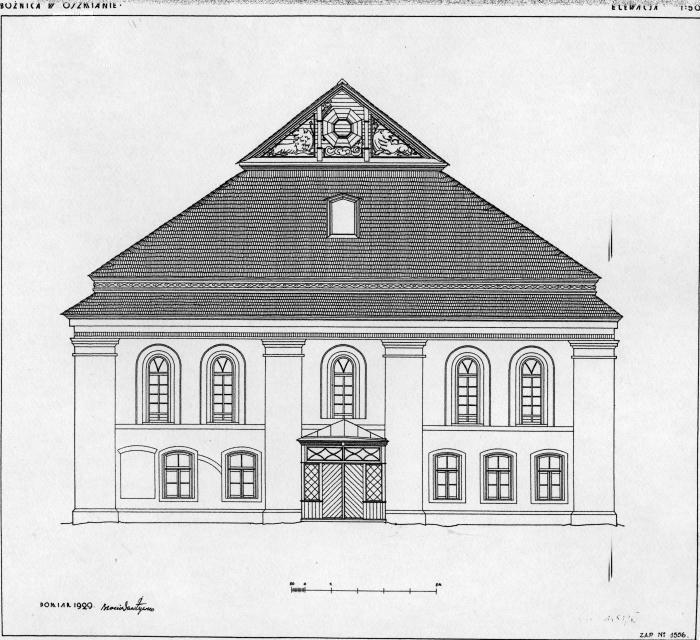
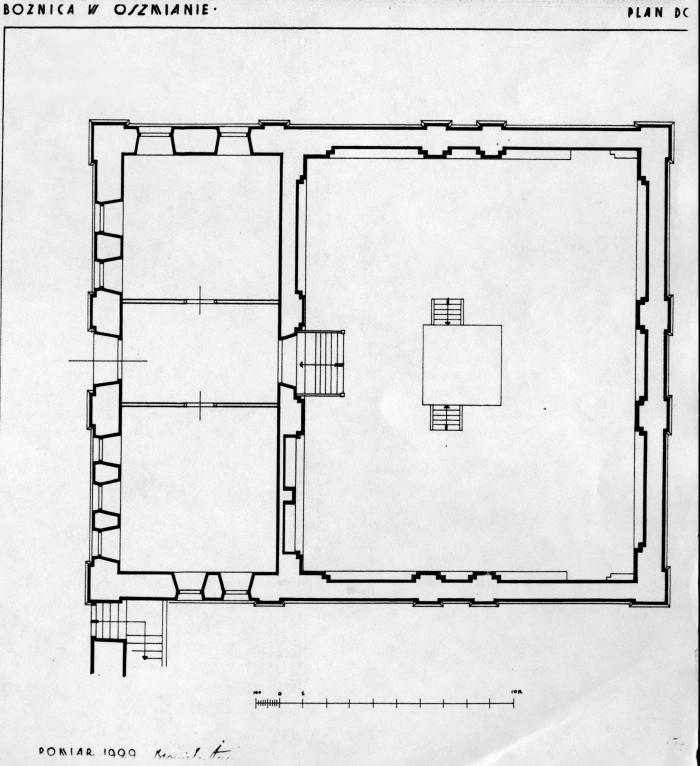
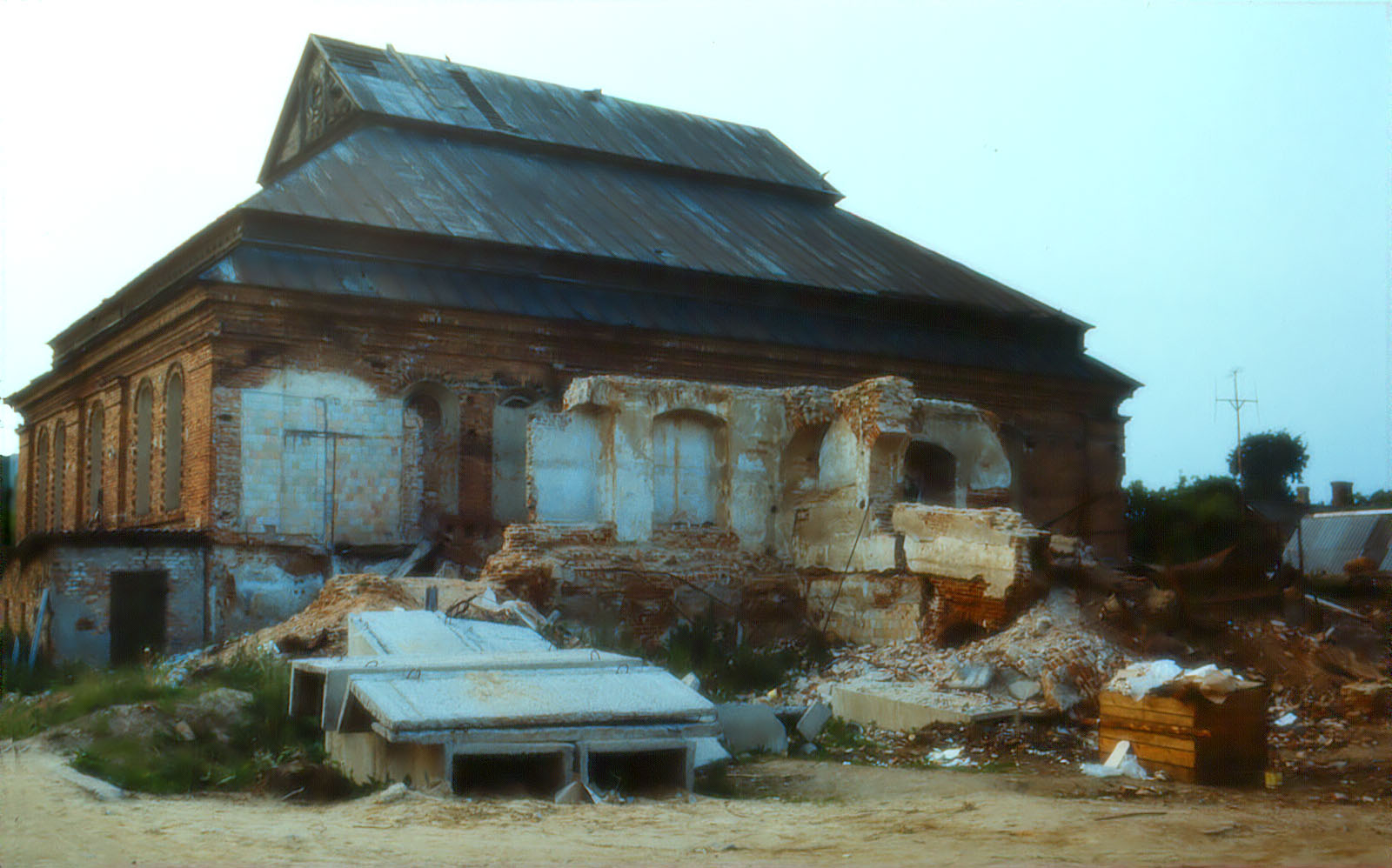